# Lisa Rettl
Lisa Rettl (* 1972 in Klagenfurt am Wörthersee) ist eine österreichische Zeithistorikerin, Biographin und Ausstellungskuratorin.

## Leben
Lisa Rettl studierte an den Universitäten Klagenfurt und Graz Anglistik und Geschichte. Im Jahr 2003 promovierte sie mit einer Arbeit über antifaschistische Erinnerungskultur in Kärnten. Als Zeithistorikerin forscht und publiziert sie zu den Themengebieten österreichische Erinnerungskultur, NS-Täterforschung, Widerstand und Minderheitenpolitik.
Rettl war 2005 gemeinsam mit Werner Koroschitz für Konzeption und wissenschaftliche Leitung der Ausstellung „heiß umfehdet, wild umstritten…“ über österreichische Geschichtsmythen im Museum der Stadt Villach verantwortlich. 2008 war sie Co-Kuratorin der zweisprachigen Ausstellung „na/proti – zusammen/stöße – erinnerungssplitter einer grenzregion“ in Bad Eisenkappel.
Das Personenkomitee Gerechtigkeit für die Opfer der NS-Militärjustiz wollte die von der Stiftung Denkmal für die ermordeten Juden Europas 2007 eröffnete Ausstellung „Was damals Recht war… Soldaten und Zivilisten vor Gerichten der Wehrmacht“ inhaltlich für Österreich adaptieren. Rettl wurde dafür in das Kuratorenteam berufen, die Ausstellung war 2009 im Wiener Theater Nestroyhof Hamakom zu sehen.
2010 erschien der von Lisa Rettl und Jenny Gand produzierte biographische Film „Wilde Minze“ über die Lebensgeschichte von Helga Peskoller und ihre Beziehung zur vom Volksgerichtshof zum Tode verurteilten kommunistischen Mutter Maria Peskoller.
Lisa Rettl war Leiterin eines von 2014 bis 2017 laufenden FWF-Projekts zur Erforschung der Geschichte der Tierärztlichen Hochschule Wien zur Zeit des Nationalsozialismus.
An der Universität Klagenfurt nahm Lisa Rettl Lehraufträge wahr. Sie lebt und arbeitet als freie Historikerin und Ausstellungskuratorin in Wien.

## Publikationen (Auswahl)
- Die Wiener Tierärztliche Hochschule und der Nationalsozialismus. Wallstein, Göttingen 2019, ISBN 978-3-8353-3459-5.
- Jüdische Studierende und Absolventen der Wiener Tierärztlichen Hochschule 1930–1947. Wallstein, Göttingen 2018, ISBN  978-3-8353-3285-0.
- gemeinsam mit Magnus Koch: „Da habe ich gesprochen als Deserteur.“ Richard Wadani – Eine politische Biografie. Milena, Wien 2015, ISBN 978-3-902950-41-3.
- als Herausgeberin, gemeinsam mit Gudrun Blohberger, dem Verband der Kärntner Partisanen und dem Verein Peršman: Peršman. Wallstein, Göttingen 2014, ISBN 978-3-8353-1588-4.
- gemeinsam mit Peter Pirker: „Ich war mit Freuden dabei.“ Der KZ-Arzt Sigbert Ramsauer. Milena, Wien 2010, ISBN 978-3-85286-200-2.
- gemeinsam mit Dieter J. Hecht und Eleonore Lappin: 1938. Auftakt zur Shoah in Österreich. Orte – Bilder – Erinnerungen. Milena, Wien 2008, ISBN 978-3-85286-165-4.
- PartisanInnendenkmäler. Antifaschistische Erinnerungskultur in Kärnten. StudienVerlag, Innsbruck-Wien-Bozen 2006, ISBN 978-3-7065-1977-9.

## Auszeichnungen
- 2000: Würdigungspreis der Universität Klagenfurt[1]
- 2002: Theodor-Körner-Preis für Wissenschaft, Kunst und Kultur
- 2008: Theodor-Körner-Preis für Kuratorentätigkeit
- 2012: Förderungspreis für Geistes- und Sozialwissenschaften des Landes Kärnten[2]
- 2015: Hans-Maršalek-Preis für ihre Arbeiten zum Peršmanhof[6]
- 2023: Vinzenz-Rizzi-Preis für zukunftsweisende Initiativen auf dem Gebiet der interkulturellen Verständigung[7]

## Belege
1. 1 2 3  Lisa Rettl – Buch / Interview / Recherche / Produktion. In: wildeminze.at. 25. Juni 2010, abgerufen am 19. September 2019 (PDF; 3,96 MB).
2. 1 2  Lisa Rettl. In: milena-verlag.at. Abgerufen am 19. September 2019.
3. ↑  shecando.com Website von Lisa Rettl. Abgerufen am 19. September 2019.
4. ↑  Gerald Heidegger: Berührende Suche nach der Mutter. In: orf.at. 6. November 2010, abgerufen am 19. September 2019.
5. ↑  FWF-Projekt: Die Tierärztliche Hochschule Wien im Nationalsozialismus. In: vetmeduni.ac.at. 19. November 2014, abgerufen am 19. September 2019 (PDF; 189 kB).
6. ↑  Erstmalige Verleihung des Hans Maršálek-Preis. In: mkoe.at. 16. Juni 2015, abgerufen am 19. September 2019.
7. ↑  Der Rizzi-Preis 2023 ging an Lisa Rettl in spz.slo.at am 16. November 2023.

| Personendaten    | Personendaten                                                          |
| ---------------- | ---------------------------------------------------------------------- |
| NAME             | Rettl, Lisa                                                            |
| KURZBESCHREIBUNG | österreichische Zeithistorikerin, Biographin und Ausstellungskuratorin |
| GEBURTSDATUM     | 1972                                                                   |
| GEBURTSORT       | Klagenfurt am Wörthersee                                               |